# Unser täglich Brot (1949)
Unser täglich Brot ist ein deutscher Spielfilm der DEFA von Slatan Dudow aus dem Jahr 1949. Nach Der Biberpelz war es der zweite Film, den die DEFA nach Gründung der DDR herausbrachte.

## Handlung
Das Jahr 1946 in Berlin: Die Familie Webers ist in den Zeiten der Not zusammengerückt. Vater Karl, der bis zur Zerstörung der Maschinenfabrik Renner & Co. dort 20 Jahre lang als Kassenwart gearbeitet hat, lebt zusammen mit seiner zweiten Frau Martha und den gemeinsamen Zwillingen in einer großen Wohnung. Zudem wohnen die bereits erwachsenen Kinder Harry, ein Zyniker, der Sozialist Ernst mit seiner schwangeren Frau Käthe, und die Sekretärin Inge noch bei ihren Eltern. Die lebenfrohe Niki, die stille Trümmerfrau Ilse und Karls Nichte Mary belegen die restlichen Räume. Jeder trägt seinen Teil zum Lebensunterhalt bei, besorgt ein Brot oder andere Dinge. Nur Ernst kann nichts beitragen. Zwar arbeitet er mit zahlreichen Freiwilligen am Wiederaufbau der zerstörten Fabrik Renner, doch werden ihm keine Löhne gezahlt. Vater Karl sieht in Ernst einen Träumer, der es zu nichts bringen wird. Harry hingegen, der verächtlich auf die Sozialisten herabschaut und sein Geld mit Schwarzhandel und anderen illegalen Geschäften verdient, hat den Respekt des Vaters. Da er sich jedoch innerhalb der Wohngemeinschaft benachteiligt fühlt, zieht Harry als erstes aus. Nach Meinungsverschiedenheiten mit Karl geht auch Ernst und bezieht mit seiner Frau ein kleines Haus.
Inge verliert ihren Sekretärinnenposten, weil sie gegen ihre zu niedrige Bezahlung protestiert. Auch eine zweite Anstellung als Schlagcreme-Verkäuferin kann sie nicht halten. Auf Vermittlung von Ernst wird sie als Sekretärin bei Renner & Co. eingestellt, zumal sie den Leiter des Betriebes Peter Struwe bereits auf ihrem alltäglichen Weg zur Arbeit mehrfach gesehen und schätzen gelernt hat. Weil sie sich scheinbar auf die Seite von Ernst stellt, fällt Inge bei ihrem Vater in Ungnade. Sie zieht aus. Auch Trümmerfrau Ilse, auf die Karl wegen ihrer Tätigkeit herabblickt, verlässt die Familie. Nichte Mary wiederum verdient ihr Geld mit Prostitution und wird von Martha der Wohnung verwiesen. Im Haus ist es nun still geworden. Mit Herrn Bergstetter wird der Familie Webers daher ein neuer Untermieter zugeteilt, der etwa Karls Alter hat.
Die Fabrik wird durch die vereinte Anstrengung der Arbeiter, die zeitweise auf ihren Lohn verzichten, wieder aufgebaut. Erste Maschinen laufen an und produzieren Kochtöpfe und Essschalen. Die Arbeiter erhalten markenfreies Essen. Als bereits mit der Planung von Herstellungsmaschinen für Traktoren begonnen wird, fliehen die beiden Ingenieure der Fabrik in den Westen. Peter Struwe denkt ans Aufgeben, doch ermutigt ihn Ernst, weiterzumachen. Ernst, Harry und Inge kommen zu Karls Geburtstag noch einmal zusammen. Während Harry seinem Vater Zigaretten, Schokolade und Alkohol schenkt, bringen Ernst und Inge ein Brot mit. Karl jedoch weigert sich, „sozialistisches Brot“ zu essen. Erst der neue Untermieter Bergstetter relativiert die Streitigkeiten. Er hatte drei Jahre lang nach seiner Tochter gesucht und prompt an diesem Tag von ihrem Tod erfahren, sodass niemand aus seiner Familie die Kriegswirren überlebt hat. Als Inge erfährt, dass er gelernter Ingenieur ist, wirbt sie ihn erfolgreich für Renner & Co. an.
Harry ist unterdessen in einer Notlage. Sein Auftraggeber wurde enttarnt, andere Mitbeteiligte der illegalen Geschäfte bereits verhaftet. Er hat kein Geld mehr und muss seine Wohnung verlassen. Vor Martha, die ihn darum bittet, ein Brot zu besorgen, hält er seine Not geheim. Er kann kein Brot kaufen und so überfällt er einen alten Mann, der gerade eines erstanden hat – seinen eigenen Vater. Harry bringt das Brot zu Martha. Wenig später wird der verletzte Vater in die Wohnung gebracht, bei dem man Harrys Zigarettenmundstück gefunden hat. Er verrät Harry nicht vor den Polizisten, sagt sich jedoch von ihm los. Harry begeht kurze Zeit später Selbstmord.
Da Bergstetter, ein Mann in seinem Alter, bei Renner & Co. angefangen hat, kommen Karl Zweifel an seiner Haltung, zumal er auch ein Stellenangebot Peter Struwes, der Karl als Kassenwart gewinnen wollte, abgelehnt hat. Er begibt sich zu Renner & Co, wo Ernst inzwischen zum Betriebsleiter aufgestiegen ist. Obwohl sie ihm nur eine Stelle als Buchhalter anbieten können, nimmt Karl diese dankbar an, braucht seine Familie doch Geld. Durch die tüchtige Arbeit Bergstetters gehen schließlich die Traktoren in Produktion. Wenig später fahren die ersten Traktoren unter dem Jubel der Arbeiter aus dem Fabrikgelände. Sie werden in Zukunft den Menschen das Brot bringen.

## Produktion
Unser täglich Brot entstand im Atelier Berlin-Johannisthal mit Außenaufnahmen aus Berlin und erlebte am 9. November 1949 im Berliner Kino Babylon seine Premiere. Nach Der Biberpelz, der am 31. Oktober 1949 anlief, war es der zweite DEFA-Film, der nach Gründung der DDR am 7. Oktober 1949 in die Kinos kam.
Mit Unser täglich Brot setzte Dudow „die Tradition des proletarischen deutschen Films vor 1933 fort…“, die er unter anderem mit Kuhle Wampe selbst wesentlich geprägt hatte. Dabei ist der Konflikt, der innerhalb der Familie und dabei im Wesentlichen am Küchentisch ausgetragen wird, von klaren Gegensätzen im Sinne eines Lehrstücks geprägt: „Zwischen dem guten und dem bösen Sohn steht der alte Vater, der zu spät hinter dem Imponiergehabe des einen den moralischen Abgrund und hinter der scheinbaren Lebensuntüchtigkeit des anderen dessen Selbstlosigkeit erkennt.“ Er gilt als der erste DEFA-Film, der im Finale eine Massenszene mit jubelnden Arbeitern zeigt. Er wurde damit vorbildhaft für zahlreiche weitere politische DEFA-Filme zwischen 1950 und 1953.
Herbert Ihering lobte vor allem die Filmmusik Hanns Eislers, der für Unser täglich Brot unter anderem eine gleichnamige Suite und die Stücke Hungerzug und Die Suppe geschrieben hatte. Sie sei in der Tradition russischer und deutscher Filmmusiken vor 1933, packe zu und konzentriere: „Die übliche illustrierende Filmmusik, die wir von Hunderten von Filmen in den Ohren haben, war weggewischt.“

## Kritik
Die zeitgenössische Kritik lobte den Film als „wahr und ehrlich“: „Indem er nicht, wie es so oft geschieht, von außen ‚Zeitkolorit‘ auf eine konventionelle Handlung pappt, sondern seinen dramatischen Einfall neu und direkt aus der Zeit und ihren Spannungen nimmt, hilft er die demokratische Filmproduktion auf eine höhere Ebene zu heben.“
Der Spiegel befasste sich anlässlich der Uraufführung des Films unter anderem mit der Figurenzeichnung. „Kapitalistisch verstockt sitzt im Film der ehemalige Kassenverwalter Webers […] in der Wohnküche. Sohn und Nichte gehen als Schieber und Ami-Freundin zugrunde. Die übrigen Kinder ordnen im Kampf ums tägliche Brot einen Schutthaufen zur eigenen Traktorenfabrik, ohne Entlohnung, nur aus Liebe zur Arbeit.“
Der film-dienst schrieb über Unser täglich Brot:

„Eine der ersten Produktionen der damals neugegründeten ostdeutschen DEFA, die vor den Trümmern der zerstörten Stadt den stark tendenziös geprägten Gegensatz von aufbauwilligen Ost-Berliner Arbeitern auf der einen, Schiebern und Prostituierten auf der anderen Seite konstruiert. Während die ideologisch getönten Szenen pathetisch und naiv wirken, überzeugt der Film nachhaltig in Milieu und Atmosphäre und ist ein bemerkenswertes Dokument.“

Andere Kritiker bemängelten, dass die Überbetonung des Wortes die Bildsprache in den Hintergrund rückt und vor allem die politischen Diskussionen am Essenstisch einfallslos arrangiert und fotografiert seien.
Frank-Burkhard Habel schrieb 2000, dass der Film „durch eine brisante, in der Gegenwart angesiedelte Handlung, genau beobachtet und mit beiläufigen ironischen Tönen versehen“ wirke.